# Komedonenheber

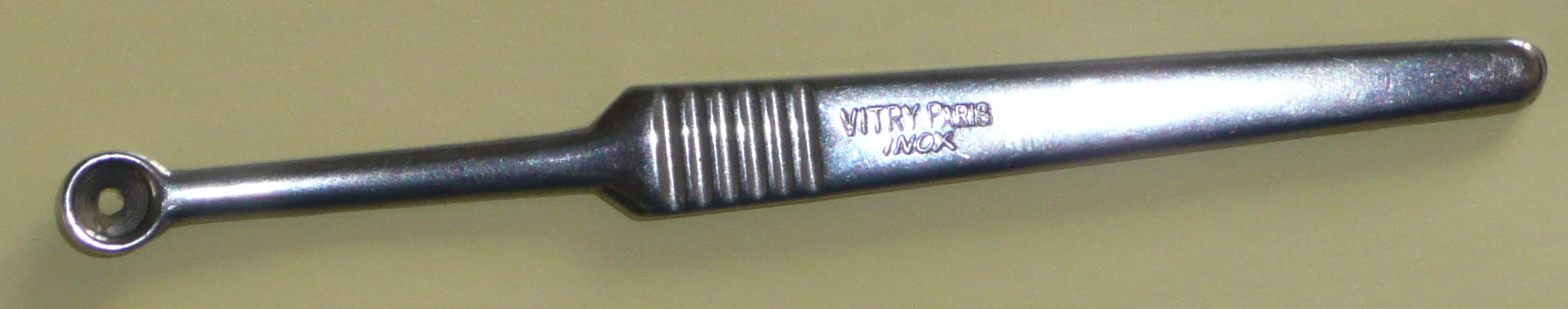
Komedonenheber (Ausführung mit Ring)

Ein Komedonenheber oder auch Komedonenquetscher ist ein längliches Werkzeug, mit dem man Pickel und Mitesser entfernen kann. Oft hat er zwei unterschiedlich geformte Enden, eines normalerweise mit einem Ring oder einer Schlinge, das zweite dann mit einem Ring oder einer Schlinge in einer anderen Größe oder einem Dorn.

## Funktionsweise
Bei der Ausführung mit einem Dorn dient dieser zum Aufstechen der obersten Pickelschicht. Man setzt dann die Schlaufe oder den Ring des Komedonenhebers um den Pickel und drückt das umliegende Gewebe ein. Durch den entstehenden Überdruck platzt der Pickel auf, und der Eiter fließt ab.